# Seznam osebnosti iz Občine Brezovica
Seznam osebnosti iz Občine Brezovica vsebuje osebnosti, ki so se tu rodile, delovale ali umrle.
Občina Brezovica ima 16 naselij: Brezovica pri Ljubljani, Dolenja Brezovica, Gorenja Brezovica, Goričica pod Krimom, Jezero, Kamnik pod Krimom, Notranje Gorice, Planinca, Plešivica, Podpeč, Podplešivica, Preserje, Prevalje pod Krimom, Rakitna, Vnanje Gorice, Žabnica.

## Kultura in umetnost
- Leopold Belar (1828, Idrija – 1899, Ljubljana), skladatelj
- Leopold Cvek (1814, Idrija – 1896, Ljubljana), učitelj, skladatelj in organist
- Ivanka Černelič - Kozlevčar (1932, Ljubljana –), jezikoslovka, leksikografka
- Jurij Grabrijan (1800, Adlešiči – 1882, Vipava), pesnik, pisatelj, politični aktivist in rimokatoliški duhovnik
- Jože Grdina (1892, Prevalje pod Krimom – 1974, Cleveland), pisatelj in javni delavec
- Izidor Mole (1927, Log pri Brezovici – 1998, Brezovica pri Ljubljani), slikar, restavrator in profesor
- Vladimir Nartnik (1941, Vnanje Gorice –), jezikoslovec, dialektolog, literarni zgodovinar
- Simon Ogrin (1851, Vrhnika – 1930, Vrhnika), slikar
- Janez Rotar (1931, Brezovica pri Ljubljani – 2013, Ljubljana), literarni zgodovinar, literarni teoretik in univerzitetni učitelj
- Jožica Svete (1942 Preserje –), pevka
- Joža Šeligo (1911, Preserje – 1941, Preserje, pesnik
- Janez Šubic mlajši (1850, Poljane nad Škofjo Loko – 1889, Nemčija), slikar
- Janez Šubic (1830, Hotovlja – 1898, Škofja Loka), slikar, podobar
- Drago Vidmar (1901, Šapjane, Hrvaška – 1982, Ljubljana), slikar
- Nande Vidmar (1899, Prosek – Julijska Krajina, Italija – 1981, Ljubljana), slikar, grafik, likovni pedagog
- Kazimir Zakrajšek (1878, Preserje – 1958, Združene države Amerike), redovnik, pesnik, pisatelj, dramatik in urednik

## Šolstvo
- Ivan Artač (1921, Notranje Gorice – 2005, Trst), učitelj, pisatelj, zgodovinar
- Anton Bitenc (1920, Šentvid nad Ljubljano – 1977, Ljubljana), arhitekt, univerzitetni profesor
- Josip Novak (1869, Ljubljana – 1934, Ljubljana), šolnik
- Franc Peruzzi (1824, Brezovica pri Ljubljani – 1899, Vače), arheolog, učitelj
- Ludvik Prebil (1900, Brezovica pri Ljubljani – 1973, Maribor), učitelj, esperantist
- Marjan Trček (1957, Ljubljana – 2016, Brezovica pri Ljubljani), pedagog, tenorist

## Religija
- Gašpar Franchi (ok. 1657, Videm, Furlanija – Julijska Krajina, Italija – 1733, Ljubljana), zvonar
- Jože Geoheli (1911 Notranje Gorice - 1042 Zaplana), duhovnik
- Mihael Hušo (1882, Trst – 1941, Reka), duhovnik, kanonik
- Simon Lampe (1865, Brezovica pri Ljubljani – 1940, Združene države Amerike, duhovnik, redovnik, benediktinec, misijonar
- Jernej Lenček (1827, Brezovica pri Ljubljani – 1861, Pivka), pisatelj, duhovnik
- Andrej Nartnik (1889, Brezovica pri Ljubljani – 1949, Lovran, narodni buditelj, župnik, duhovnik
- Alojzij Pin (1862, Ljubljana – 1905, Logatec), pesnik, učitelj
- Ahac Steržiner (1676, Suha – 1741, Nazarje), pesnik, duhovnik
- Gašper Švab (1797, Bohinjska Bistrica – 1866, Dob), bogoslovni pisec, duhovnik
- Anton Žgur (1845, Podraga – 1908, Brezovica pri Ljubljani), rimskokatoliški duhovnik in nabožni pisatelj

## Šport
- Dušan Furlan (1929, Brezovica pri Ljubljani – 2007, Nova Gorica), gimnastičar
- Jože Šebenik (1937, Ljubljana – 2009, Notranje Gorice), kolesar

## Politika, pravo in uprava
- Janez Bizjak (1911), Otlica – 1941, Šujica), partizan in narodni heroj
- Franc Bukovec (1910, Verje – 1942, Vnanje Gorice), partizan in narodni heroj
- Jože Jakomin (1918, Vnanje Gorice – 1985, Zagreb), general podpolkovnik JLA
- Lado Mavsar - Ronko (1923, Notranje Gorice –  1944, Graška gora), narodni heroj
- Jože Molek (1911, Breg pri Borovnici – 1969, ?), partizan, prvoborec
- Janže Novak (1893, Notranje Gorice –- 1934, Rab), pravnik, politični in kulturni delavec
- Stanko Petelin (1924, Kamnik pod Krimom – 1984, Ljubljana), zgodovinar, urednik, partizan
- Martin Peruzzi (1835, Brezovica pri Ljubljani – 1900, Lipe), posestnik
- Živa Vadnov (1982, Preserje –), podjetnica, fotomodel in televizijska voditeljica
- Leopold Zakrajšek (1887, Preserje – 1964, New York), podjetnik

## Razno
- Franc Adamič (1922, Ljubljana – 2016, Notranje Gorice), gradbenik
- Tončka Berlič (1925), Volarje – 2017, Brezovica pri Ljubljani), agronomka
- Valentin Kermavner (1835, Vnanje Gorice – 1908, Gradec, Štajerska, Avstrija), klasični filolog
- Janez Kovazh (1667, Dolenja Brezovica – med 1730 in 1770, Nizozemska), zdravnik
- Miha Tišler (1926, Ljubljana – 2021, Ljubljana), kemik